# Harden-Eulenburgaffaire

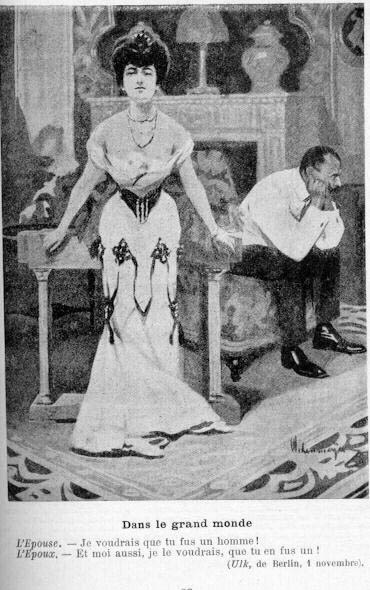
'Echtgenote: Ik wou dat je een man was!
Echtgenoot: Ik ook, ik wou dat jij een man was!
(Cartoon uit de Ulk van 1 november 1907)

Onder de Harden-Eulenburgaffaire, of kortweg de Eulenburgaffaire, wordt de controverse verstaan rond een reeks van militaire en burgerlijke rechtszaken over homoseksueel gedrag ten overstaan van prominente leden van het kabinet en de hofhouding van keizer Wilhelm II in de periode 1907 tot 1909.
Journalist Maximilian Harden bracht op 6 april 1906 in zijn tijdschrift Die Zukunft de vermeende homoseksualiteit aan het licht van prins Philipp von Eulenburg-Hertefeld, een vriend en adviseur van keizer Wilhelm, en graaf Kuno von Moltke, de militair commandant van Berlijn. Er volgde een opbod van beschuldigingen, met als gevolg dat de kring van homoseksuelen rond de keizer bekend kwam te staan als de ‘Liebenberger Kreis’, naar Eulenburgs slot Liebenberg, waar keizer Wilhelm en zijn hovelingen vaak bivakkeerden. Deze zogenaamde 'Hofkamarilla' zou een occulte politieke invloed op de keizer uitoefenen en zo het strijdbare imago van de monarchie ernstige schade toebrengen.
De affaire, gevoed door ettelijke sensationele meineed- en lasterprocessen, wekte internationale belangstelling op en wordt dikwijls beschouwd als het grootste schandaal van het Duitse Keizerrijk. Eulenburg en Moltke moesten het veld ruimen. Veel reputaties van belangrijke, vaak adellijke mannen werden geruïneerd. Het schandaal leidde tot de eerste grote publieke discussies over homoseksualiteit in Duitsland, vergelijkbaar met het effect dat het proces van Oscar Wilde in het Verenigd Koninkrijk sorteerde.